# Fenomen żonatego faceta
Fenomen żonatego faceta (ang. The Mind of the Married Man, 2001–2002) – amerykański serial telewizyjny nadawany przez stację HBO od 23 września 2001 do 17 listopada 2002 roku. W Polsce nadawany obecnie przez Fox Life od 28 listopada 2009 roku.

## Fabuła
Serial opisuje perypetie trójki żonatych przyjaciół, z których każdy ma inne poglądy na temat małżeństwa.

## Obsada
- Mike Binder – Micky Barnes
- Sonya Walger – Donna Barnes
- Ivana Milicevic – Missy
- Jake Weber – Jake Berman
- M. Emmet Walsh – Randall Evans
- Taylor Nichols – Doug Nelson
- Doug Williams – Kevin
- Bobby Slayton – Slayton
- Brigitte Bako – Bianca
- Kate Walsh – Carol Nelson

## Spis odcinków
| Premiera odcinka | N/o | Polski tytuł                   | Angielski tytuł                     |
| ---------------- | --- | ------------------------------ | ----------------------------------- |
|                  |     |                                |                                     |
| SERIA PIERWSZA   |     |                                |                                     |
|                  |     |                                |                                     |
| 01.06.2002       | 01  | Asystentka                     | The Mind of the Married Man (Pilot) |
|                  |     |                                |                                     |
| 08.06.2002       | 02  | Sekret wszechświata            | The Secret of the Universe          |
|                  |     |                                |                                     |
| 15.06.2002       | 03  | Bóg małżeństwa                 | The God of Marriage                 |
|                  |     |                                |                                     |
| 22.06.2002       | 04  | Hobby                          | Time on the Lake                    |
|                  |     |                                |                                     |
| 29.06.2002       | 05  | Pager                          | Anywhere, Anytime                   |
|                  |     |                                |                                     |
| 06.07.2002       | 06  | Wspaniała wiadomość            | Wonderful News                      |
|                  |     |                                |                                     |
| 13.07.2002       | 07  | Odnowa                         | Just Thinking of You                |
|                  |     |                                |                                     |
| 20.07.2002       | 08  | Stare dobre czasy              | When We Were Nice                   |
|                  |     |                                |                                     |
| 27.07.2002       | 09  | Przekraczanie granic           | Lay Down Dancing                    |
|                  |     |                                |                                     |
| 03.08.2002       | 10  | Okrutna prawda                 | Cold Splash of Truth                |
|                  |     |                                |                                     |
| SERIA DRUGA      |     |                                |                                     |
|                  |     |                                |                                     |
| 03.05.2003       | 11  | Piotruś Pan                    | Peter Pan                           |
|                  |     |                                |                                     |
| 10.05.2003       | 12  | Zbieranie śmietanki            | The Cream of the Crop               |
|                  |     |                                |                                     |
| 17.05.2003       | 13  | Plan                           | The Plan                            |
|                  |     |                                |                                     |
| 24.05.2003       | 14  | Pełnoetatowa mama              | Full-Time Mom                       |
|                  |     |                                |                                     |
| 31.05.2003       | 15  | 20/20                          | 20/20                               |
|                  |     |                                |                                     |
| 07.06.2003       | 16  | Wzorowa baby-sitter            | The Perfect Babysitter              |
|                  |     |                                |                                     |
| 14.06.2003       | 17  | Corvette                       | Just Thinking of You                |
|                  |     |                                |                                     |
| 21.06.2003       | 18  | Przyjęcie niespodzianka        | When We Were Nice                   |
|                  |     |                                |                                     |
| 28.06.2003       | 19  | Ciężka pigułka do przełknięcia | The Pony Ride                       |
|                  |     |                                |                                     |
| 05.07.2003       | 20  | Nigdy nie przestawać           | Never Stop                          |
|                  |     |                                |                                     |